# لفحة (جنس)
اللَّفْحَة أو فطر النباتات هو جنس من الفطريات المدمرة للنبات، والتي يمكن للأنواع الأعضاء فيها التسبب في خسائر اقتصادية هائلة للمحاصيل في جميع أنحاء العالم ، فضلاً عن الأضرار البيئية في النظم البيئية الطبيعية. يتكون جدار خلية اللفحة من السِّلِلُوز. وصف الجنسَ أول مرة هاينريش أنطون دي باري في عام 1875. وُصَف ما يقرب من 210 نوعًا، على الرغم من أنه يقدر وجود 100-500 نوع من أنواعه غير المكتشفة.